# The Chosen One
The Chosen One je americký hraný film z roku 2010. Jeho režisérem byl komik Rob Schneider, který v něm rovněž ztvárnil hlavní roli prodejce automobilů (postavu jménem Paul). Roli jeho homosexuálního buddhistického bratra Neala ve snímku hraje Steve Buscemi. Dále v něm hráli například Holland Taylor a Peter Riegert. Původně měl být režisérem snímku George Sluizer. Originální hudbu složil Jeff Rona. Snímek byl předmětem soudních sporů mezi Robem a Johnem Schneiderovými na jedné straně a investory na druhé.